# Кузнецов, Иван Васильевич (историк)
Ива́н Васи́льевич Кузнецо́в (7 января 1924, дер. Коурчиха, Шарьинский район, Костромская область, СССР — 4 января 2016, Москва, Россия) — советский и российский учёный, специалист по истории советской журналистики, заведующий кафедрой истории отечественных СМИ факультета журналистики МГУ (1985—2008), участник ВОВ.

## Биография

### Детство и отрочество селькора
Иван Васильевич Кузнецов родился в крестьянской семье. Ещё в школе проявил способности к литературе, в 1938 г. его сельская школа участвовала во Всесоюзном смотре художественной самодеятельности, для которого Ваня сочинил стихи о поимке диверсанта, о чём потом вспоминал всю жизнь. Его стихи были выдвинуты на районный смотр и удостоены первой премии и бесплатной путёвки в детский санаторий на Волге под Нижним Новгородом, их также опубликовали в районной газете «Шарьинская коммуна» под названием «Сон». С этого момента мальчик до войны оставался селькором газеты. Иван Кузнецов закончил школу с золотой медалью, но началась война и о продолжении учёбы пришлось забыть.

### Война
И. В. Кузнецов был призван в РККА в августе 1942 г. Сначала проходил обучение был в военных лагерях под Костромой, затем в полковой школе под Кировом. В звании сержанта в феврале 1943 г. был направлен в действующие войска, за Торопец. Начал воевать в составе батальона автоматчиков 124-й отдельной Краснознаменной стрелковой бригады.
В кровопролитных боях за Кулагинские высоты, взятия Смоленска перед боями за Витебск поредевшая бригада была расформирована, а сержант Кузнецов попал в роту охраны 39-й армии вместе с участниками армейского ансамбля. Написал для него несколько песен и стихотворных композиций. В конце 1944 года Иван Кузнецов был включён в его коллектив и участвовал в подготовке всех концертных программ, написал своеобразный гимн 39-й армии, которым открывались все концерты.
Весной 1944 г. старший сержант Кузнецов принял участие в поэтическом конкурсе на лучший рисунок, рассказ, стихотворение, объявленном армейской газетой «Сын Родины». Стихотворение «Письмо», написанное якобы от имени его отца (погиб на фронте в 1942 году) дочери, маленькой сестрёнке Ивана, получило признание и стало первой газетной публикацией внештатного корреспондента в военной печати.
Иван Васильевич участвовал в боях на Западном, Третьем Белорусском, в штурме Кенигсберга, а после окончания войны с Германией в составе своей армии (где его уже считали «армейским поэтом» отправился на Забайкальский фронт, штурмовать Хинганские горы, чтобы разгромить Квантунскую армию японцев. В воспоминаниях «Большой Хинган — Порт-Артур» генерал В. Р. Бойко написал: «Вспоминая о форсировании Хинганского хребта, не могу не сказать, что этот подвиг советских воинов ещё не нашел нужного отражения в советской литературе и искусстве. Уверен, что к нему мастера искусства ещё будут возвращаться, как в наши дни возвращаются к альпийскому походу А. В. Суворова».
Сотрудничество талантливого автора с армейскими газетами продолжилось после переброски его подразделения на Дальний Восток. В Порт-Артуре Иван Кузнецов был принят в штат редакции армейской газеты «Во славу Родины», сначала корректором, потом корреспондентом. Там у него окончательно утвердилось желание стать журналистом.

### Первый набор журналистов в МГУ
В 1947 году он демобилизовался из армии и направил документы на отделение журналистики филологического факультета МГУ, начав усиленно готовиться к вступительным экзаменам. Но сдавать их не пришлось: как золотого медалиста, Кузнецова приняли на 1 курс вне конкурса.
В первом наборе на отделение журналистики филфака МГУ было всего сорок студентов, большинство — бывшие фронтовики. Отделение возглавлял доцент Тимофей Иванович Антропов, в годы Великой Отечественной войны редактировавший ряд фронтовых газет, а затем республиканскую «Советскую Латвию». На первом же курсе под руководством Алексея Аджубея будущие журналисты сочинили на музыку однокурсника Михаила Озерского собственный гимн, которым открывали все выступления на смотрах художественной самодеятельности. Побывав на практике в центральных газетах «Правда», «Комсомольская правда», «Известия», «Литературная газета», выпускники были направлены по распределению в самые отдаленные регионы страны. Многие из них потом стали известными на всю страну, пятеро удостоены диплома «Почетный выпускник факультета журналистики Московского университета». Первым такой диплом получил Алексей Аджубей, а в 2008 г. ещё четверо его сокурсников — заслуженные профессора Московского университета Виктория Ученова, И. В. Кузнецов, Рада Аджубей (Хрущёва) и Римма Озерская (Мирлусова).
Иван Васильевич Кузнецов хотел уехать по распределению в Хабаровск, однако его заставили принять должность литературного редактора Издательства МГУ. Работая там, он поступил в аспирантуру.

### Карьера учёного
В 1952 году отделение журналистики филфака было преобразовано в Факультет журналистики, где одной из трёх кафедр стала кафедра теории и практики партийно-советской печати под руководством декана Е. Л. Худякова. На этой кафедре и начал работать аспирант И. В. Кузнецов. В 1955 году он защитил диссертацию «Большевистская печать в годы Первой мировой войны» и получил учёную степень кандидата исторических наук.
В 1959 году вышло учебно-методическое пособие И. В. Кузнецова и А. Л. Мишуриса «История партийной и советской журналистики», в 1962 г. появился первый фундаментальный труд по истории большевистской печати профессора И. А. Портянкина, в подготовке которого принял участие Иван Васильевич: «Большевистская печать. Краткие очерки истории». На многие годы он стал основным учебником для студентов факультетов журналистики страны.
В 1970 г. Иван Васильевич защитил докторскую диссертацию по истории. В 1972 г. ему присвоено звание профессора. Работал профессором до 1985 года.
В 1985—2008 гг. он — заведующий кафедрой истории отечественных средств массовой информации факультета журналистики МГУ.
В 1997 г. Кузнецову присвоено звание заслуженного профессора МГУ. Иван Васильевич снова занимал профессорскую должность с 2008-го по 2016 год.
Иван Васильевич скончался 4 января 2016 года, похоронен на Троекуровском кладбище Москвы.

## Научная и преподавательская деятельность
Ведущий специалист по истории советской журналистики.
Защитил кандидатскую диссертацию «Большевистская печать в годы Первой мировой войны» (1955), докторскую — «Большевистская печать Москвы 1894—1917 гг.» (1970).
Читал курсы «История отечественных средств массовой информации», «Большевистская и советская печать Москвы», «Журналистика русского зарубежья», «История отечественной публицистики».
Автор более 150 книг, учебных пособий, статей по истории отечественных средств массовой информации и публицистики.
С 1985 года по 2008-й заведовал кафедрой партийно-советской печати / истории и правового регулирования отечественных средств массовой информации факультета журналистики МГУ. Подготовил свыше 35 кандидатов и 5 докторов наук.

## Награды
- Орден Отечественной войны
- Медаль «За отвагу»
- Медаль «За боевые заслуги»
- Медаль «За взятие Кёнигсберга»
- Медаль «За победу над Германией в Великой Отечественной войне 1941—1945 гг.»
- Медаль «За победу над Японией»
- Почётная Грамота Президиума Верховного Совета РСФСР (1980).